# Buchnera nigricans
Buchnera nigricans är en snyltrotsväxtart som först beskrevs av George Bentham, och fick sitt nu gällande namn av Sidney Alfred Skan. Buchnera nigricans ingår i släktet Buchnera och familjen snyltrotsväxter. Inga underarter finns listade i Catalogue of Life.